# 孫泰仁
孫 泰仁（ソン・テイン、朝鮮語: 손태인、1946年10月18日 - 2002年1月5日）は、大韓民国の政治家。李基沢の側近で、第16代韓国国会議員。本貫は一直孫氏。

## 経歴
慶尚南道密陽市山外面出身。釜山南高等学校、高麗大学校社会学科卒。民族理念研究会会長、李基沢国会議員秘書官、民主化推進協議会運営委員、新民党国際局長、統一民主党政治訓練院教授室長、李基沢系民主党釜山広域市支部長などを歴任したが、1992年の第14代総選挙と1996年の第15代総選挙でいずれも落選した。2000年の第16代総選挙でハンナラ党の候補として釜山市の海雲台・機張甲選挙区から当選し、以後国会政策研究委員・農林海洋水産委員を務めた。他は独島有人島化運動本部共同議長も務めた。
国会議員在任中の2002年1月5日午前9時、京畿道の一山がんセンターで持病である肝癌により死去した。享年56（または57）。

## エピソード
盧武鉉の親族へのロビー活動で有名なロビイスト、実業家の朴淵次は幼い頃に隣に住んでいた親友である。孫が総選挙で数回落選していた間、お金を惜しまずに支援してきたのはまさに朴淵次であった。
2001年12月8日、病状が深刻であるにもかかわらず、慎承男検察総長に対する弾劾案の投票には歩行器に頼って参加した。